# John Hunter (läkare)
John Hunter, född 13 februari 1728 i Long Calderwood, East Kilbride, död 16 oktober 1793, var en skotsk läkare, bror till anatomen William Hunter.
Hunter tjänstgjorde 1760–62 som fältläkare vid brittiska armén i Portugal och bosatte sig 1763 i London som praktiserande kirurg samt lärare i anatomi och kirurgi. År 1768 utnämndes han till kirurg vid S:t Georges Hospital, kallades 1776 till extra ordinarie kirurg hos kung Georg III och befordrades 1790 till "surgeon-general" vid brittiska armén.
Hunter viktigaste arbete är Treatise on the Blood, Inflammation and Gunshot Wounds (utgiven postumt 1794), i vilket en mängd av den allmänna patologins och kirurgins väsentligaste frågor är utförligt framställda. Han utförde många försök på levande djur, vilket visar att han ansåg att experimentet är av stor nytta för patologin. Vidare märks hans studier över de syfilitiska sjukdomarna (A Treatise on the Venereal Disease, 1786), hans försök över subkutan senavskärning, hans iakttagelser rörande skottsår och hans metod för behandlingen av aneurysmer. 
Han skrev även viktiga odontologiska verk som The Natural History of the Human Teeth (1771–78) och Practical Treatise on the Diseases of the Teeth (1778). Medelpunkten för hans hela verksamhet utgjorde hans museum, för vilket han inte skydde några kostnader eller mödor och vilket efter hans död inköptes av brittiska regeringen. Hunters Works utgavs av J.F. Palmer (fyra band, 1835).